# Marcus Pisibanius Lepidus
Marcus Pisibanius Lepidus war ein im 2. Jahrhundert n. Chr. lebender römischer Politiker.
Durch Militärdiplome, die z. T. auf den 21. Juni 159 datiert sind, ist belegt, dass Lepidus 159 zusammen mit Lucius Matuccius Fuscinus Suffektkonsul war; die beiden Konsuln traten ihr Amt am 1. April des Jahres an.